# Mercedes-Benz Citaro

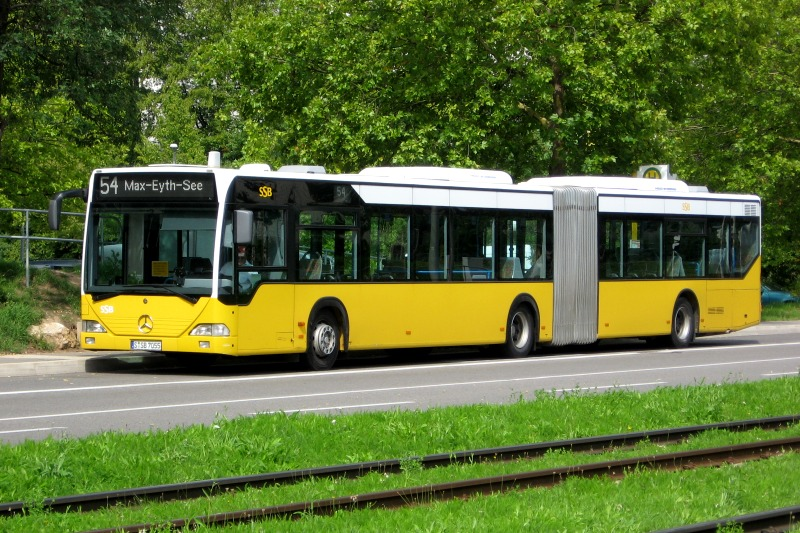
Citaro G

Citaro — семейство городских и пригородных автобусов Mercedes-Benz. Городские модели низкопольные, с высотой пола над дорогой 320—340 мм, одинаковой по всему салону, за счёт смещения моторного отсека с вертикальным двигателем в левый угол задней площадки, а также применения портального заднего моста
Автобус занял первое место в конкурсе Bussworld awards 2019 в номинации самый лучший автобус 2019 года.

## Модели
Семейство Citaro (O530) включает двухосные модели соло (C-городской , U и MU-пригородные), трёхосный 15-метровый Citaro L и сочленённую модель G , а также новый 13,1-метровый пригородный Citaro MU.

### Городские модификации
- O530 — большого класса; одиночный; с горизонтальным либо вертикальным дизельным двигателем; в двух- и трехдверном исполнении (а также однодверный в странах с левосторонним движением).
- O530 CNG — большого класса; одиночный; с газовым двигателем; в двухдверном исполнении.
- O530 FuelCell Hybrid — большого класса; одиночный; гибридный; в трехдверном исполнении.
- O530 G — особо большого класса; сочлененный; с горизонтальным либо вертикальным дизельным двигателем; в трех- и четырехдверном исполнении (а также двухдверный в странах с левосторонним движением).
- O530 G CNG — особо большого класса; сочлененный; с газовым двигателем; в трехдверном исполнении.
- O530 G BlueTec Hybrid — особо большого класса; сочлененный; гибридный; в трех- и четырехдверном исполнении.
- O530 GL — сверхособо большого класса; сочлененный с удлиненным прицепом; в трех- и четырехдверном исполнении.
- O530 GL II — сверхособо большого класса; сочлененный с удлиненным прицепом; в четырех- и пятидверном исполнении.
- O530 K — среднего класса; дизельный двигатель под полом в задней части кузова; в двух- и трехдверном исполнении.
- O530 L — особо большого класса; удлиненный одиночный; в двух- и трехдверном исполнении.
- O530 LE — большого класса; одиночный; низкий вход; в двух- и трехдверном исполнении.

### Пригородные модификации
- O530 GÜ — особо большого класса; сочлененный; в трех- и четырехдверном исполнении;
- O530 LE GÜ — большого класса; одиночный; низкий вход (по средней части); в двух- и трехдверном исполнении (а также однодверный в странах с левосторонним движением).
- O530 LE Ü — большого класса; одиночный; низкий вход; в двух- и трехдверном исполнении.
- O530 LÜ — особо большого класса; удлиненный одиночный; в двух- и трехдверном исполнении.
- O530 MÜ — большого класса; одиночный; в двух- и трехдверном исполнении.
- O530 Ü — большого класса; одиночный; в двух- и трехдверном исполнении.

## Технические характеристики
| Технические характеристики Mercedes Citaro C | Технические характеристики Mercedes Citaro C | Citaro L             |
| Назначение                                   | Городской                                    | Городской            |
| Габаритные размеры, мм                       | 11 190 × 2550 × 3009                         | 14 995 × 2550 × 3009 |
| Колёсная база, мм                            | 5845                                         | 7290                 |
| Число мест для сидения                       | 28-32                                        | 46                   |
| Число дверей для пассажиров                  | 2 или 3                                      | 3                    |
| Двигатель                                    | Mercedes OM 457 hLA                          |                      |
| Рабочий объём двигателя, л                   | 11,98                                        |                      |
| Мощность двигателя, л.с./ мин                | 252 / 2200                                   |                      |
| Крутящий момент, Н.м / мин                   | 1100 / 1000                                  |                      |
| Коробка передач                              | А                                            |                      |
| Макс. скорость                               | 159 км/ч                                     |                      |

## Автобусы на водородных топливных элементах
Автобусы Citaro на водородных топливных элементах испытываются с 2001 года по программе Евросоюза Clean Urban Transport for Europe в городах Амстердам, Барселона, Гамбург, Лондон, Мадрид, Люксембург, Порту, Стокгольм, Штутгарт и Рейкьявик. Позднее по три автобуса запустили Пекин и австралийский Перт. Всего испытывается 36 автобусов. С 2003 по 2006 г. автобусы проехали более 2 млн км и перевезли 6 млн пассажиров.
На автобусы Citaro установлены топливные элементы канадской компании Ballard Power Systems — по два протон-обменных элемента суммарной мощностью 250 кВт. 9 баллонов на крыше хранят 40-42 кг водорода. Максимальная скорость — 80 км/ч. Расход водорода в Лондоне составляет 0,25 кг/км. Дальность пробега на одной заправке 165 км.
С 2019 года Mercedes-Benz Citaro был переименован в Mercedes-Benz eCitaro. ECitaro стал полностью электрическим автобусом.

### Второе поколение автобусов
Модель автобуса Mercedes-Benz Citaro FuelCell Hybrid не выделяет никаких вредных выбросов, а единственным его побочным продуктом является водяной пар. Свести же «токсичность» выхлопов до нуля удалось за счет использования водородных топливных элементов, которые и обеспечивают выработку электроэнергии для всех четырех (на каждое колесо) электродвигателей. К тому же гибридные автобусы отличает их практическая бесшумность, что в современных городских условиях является не менее ценным качеством. Хотя второе поколение Citaro FuelCell Hybrid в сравнении со своим предшественником осталось практически без значительных изменений, главным его преимуществом стало существенное уменьшение расхода топлива водородным «двигателем» - почти на 50 %. Что позволило уменьшить количество баллонов, хранящих водород, с 9 до 7 и тем самым дополнительно уменьшить вес автобуса. При этом удалось не только сохранить дальность пробега Citaro FuelCell Hybrid, но даже и увеличить её. Так, гибриды Citaro первого поколения могли проехать на полной заправке (40 кг водорода) около 165 км. А следующее поколение Citaro FuelCell Hybrid теперь способно проехать с запасом водорода в 35 кг примерно 200 — 250 км.